# Stanisław Kieszkowski (1841–1910)
Stanisław Zygmunt Kieszkowski herbu Krzywda (ur. 1841 lub 1844, zm. 18 września 1910 w Krakowie) – polski urzędnik, powstaniec styczniowy.

## Życiorys
Urodził się w 1841 lub 1844. Uczył się w szkołach średnich w Przemyślu i we Lwowie. Po maturze podjął studia na Politechnice Lwowskiej. Przerwał je wybuch powstania styczniowego 1863, podczas którego służył w randze oficera. Odbył całą kampanię, a w bitwie pod Radziwiłłowem został ranny. Już po upadku insurekcji został aresztowany i przez kilka miesięcy był osadzony w więzieniu we Lwowie.
Porzuciwszy myśl o dokończeniu studiów podjął pracę w Towarzystwie Wzajemnych Ubezpieczeń w Krakowie, a po wielu latach zatrudnienia został naczelnikiem sekcji. Obok pracy zawodowej był czynny literacko, pisał utwory prozatorskie i poetyckie oraz dramatyczne. Był jednym z założycieli Towarzystwa Wzajemnej Pomocy Uczestników Powstania 1863 r.
Zmarł 18 marca 1910 w Krakowie w wieku 67 lat. Został pochowany na cmentarzu Rakowickim w Krakowie (kwatera Ra).